# Майаро (графство)
Майаро (англ. Mayaro) — бывшее графство на территории Тринидада и Тобаго.

## География и административное деление
Графство находилось на самом юго-востоке острова. Граничило с графствами Виктория и Нарива. Также графство имеет выход к Атлантическому океану. Графство являлось одним из самых богатых по полезным ископаемым: например, там располагались большие залежи нефти.
Регион был разделен на 2 уорда:
- Гуайягуайяре
- Тринити[3]

## Разделение
В 1990 году графства были упразднены, а территория графства Майаро полностью вошла в состав региона Майаро — Рио-Кларо.